# Metavariscita
La metavariscita és un mineral de la classe dels fosfats, que pertany al grup de la metavariscita. Va rebre el seu nom l'any 1927 per Esper S. Larsen i Waldemar T. Schaller en al·lusió a la seva relació dimorfa amb la variscita.

## Característiques
La metavariscita és un fosfat de fórmula química AlPO₄(H₂O)₂. Cristal·litza en el sistema monoclínic. La seva duresa a l'escala de Mohs és 3,5. És el dimorf monoclínic de la variscita.
Segons la classificació de Nickel-Strunz, la metavariscita pertany a «08.CD: Fosfats sense anions addicionals, amb H₂O, només amb cations de mida mitjana, amb proporció RO₄:H₂O = 1:2» juntament amb els següents minerals: kolbeckita, fosfosiderita, mansfieldita, escorodita, strengita, variscita, yanomamita, parascorodita, ludlamita, sterlinghil·lita i rollandita.

## Formació i jaciments
Es forma com a mineralització dels fosfat sedimentaris al llarg de les fractures. Va ser descoberta l'any 1925 a la mina Edison Bird, a Lucin, al comtat de Box Elder, Utah (Estats Units), on sol trobar-se associada a la variscita. Als territoris de parla catalana se'n va trobar metavariscita a la pedrera del Turó de Montcada, a Montcada i Reixac (Vallès Occidental, Catalunya).